# Peccioli
Peccioli es un municipio italiano situado en la provincia de Pisa, en Toscana. Tiene una población estimada, en noviembre de 2023, de 4689 habitantes.

## Evolución demográfica
| Gráfica de evolución demográfica de Peccioli entre 1861 y 2023 |
|                                                                |
| Fuente: ISTAT - Elaboración gráfica de Wikipedia               |